# Mischocyttarus onorei
Mischocyttarus onorei är en getingart som beskrevs av Cooper 1996. Mischocyttarus onorei ingår i släktet Mischocyttarus och familjen getingar. Inga underarter finns listade i Catalogue of Life.